# Piazza del Carmine (Cagliari)
La piazza del Carmine (ufficialmente Piazza Carmine) è un'importante piazza della città di Cagliari, situata nel quartiere di Stampace.

## Descrizione
La piazza venne edificata nella seconda metà dell'Ottocento, benché l'idea di costruire una piazza nel luogo scelto risalisse a decenni prima, in quanto i primi progetti furono affidati a Giuseppe Sbressa e Gaetano Cima nel 1839 e nel 1841.
Piazza del Carmine occupa una superficie di circa un ettaro ed è delimitata da un contorno alberato, nel mezzo del quale si trova la statua dell'Immacolata Concezione realizzata, su volere di Carlo Boyl, dallo scultore Luigi Guglielmi nel 1882 e posta su un alto basamento progettato dall'ingegnere Giovanni Onnis.

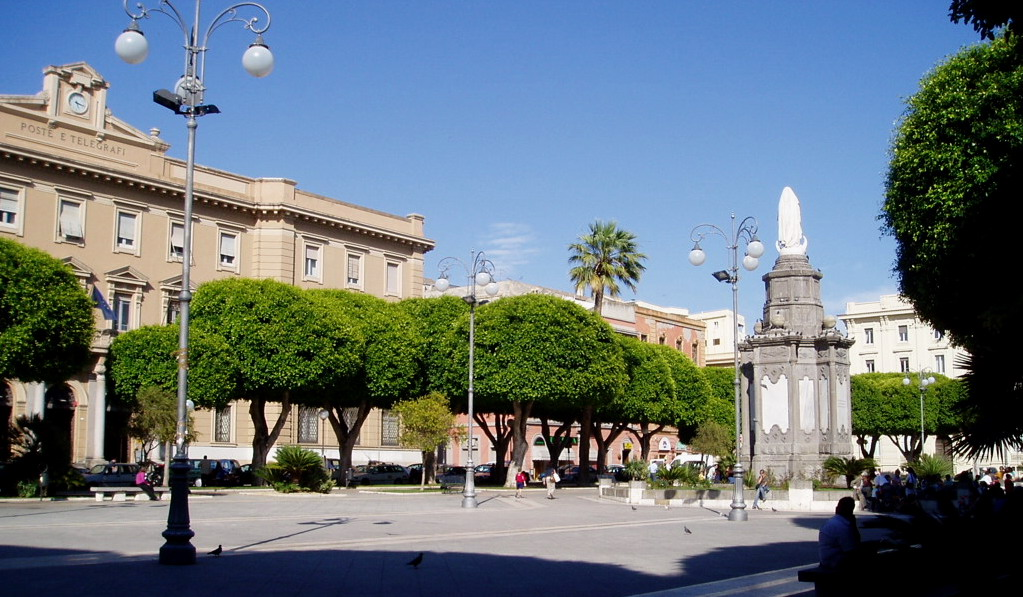
Veduta di piazza del Carmine e del palazzo "Poste e telegrafi"

La piazza è circondata da palazzi tra cui quello delle "Poste e telegrafi" risalente agli anni '30 del XX secolo, a pochi metri di distanza dal quale si trova anche la chiesa di Nostra Signora del Carmine.